# Principes
Die Principes (lat.: die Ersten) bildeten bis zur Heeresreform im 2. Jahrhundert v. Chr. die ersten Glieder der Schlachtaufstellung (daher der Name) der römischen Legion. In der Frühzeit der römischen Republik kämpfte die Legion im Grunde wie die griechische Phalanx und die Ausstattung ähnelte der der griechischen Hopliten. 
Zu dieser Zeit richtete sich die Ausrüstung und damit auch Verwendung im Gefecht nach der Einteilung in Vermögensklassen, da die Ausrüstung selbst beschafft werden musste. Die Principes gehörten der zweitvermögensten Klasse an (nach den Equites). Sie waren daher mit einer vollständigen, hochwertigen Rüstung und Bewaffnung ausgestattet. Damit waren sie besonders geeignet im Zusammenprall der Infanterie an vorderster Front zu kämpfen. Die weniger gepanzerten Hastati standen hinter ihnen und verstärkten vor allem den Lanzenwall. Die nur leicht bewaffneten Velites der untersten Vermögensklasse zogen sich während des Zusammentreffens der Hauptformationen auf die Flanken oder ganz hinter die Schlachtlinie zurück.
Seit der Einführung der Manipulartaktik standen die Principes im zweiten Treffen. 
In Anzahl und Bewaffnung waren sie wie die Hastati und zeitweise auch die Triarier, mit Wurfspeeren (Pilum), Schwert (Gladius oder später Spatha) und dem großen römischen Schild (Scutum) ausgerüstet. Allerdings waren sie meist ältere und erfahrene Truppen, die schon viele Jahre Kriegsdienst leisteten. Obwohl die Ausstattung der Legionäre prinzipiell zu dieser Zeit vereinheitlicht war, konnten länger Gediente ihren Sold in eine bessere Ausrüstung investieren oder diese von Gefallenen erbeuten. Principes trugen somit auch weiterhin meist eine höherwertige Rüstung und Bewaffnung als die Hastati, allerdings nicht mehr in dem Maße wie zur Zeit der Bewaffnung nach Klassen.